# Roadracing-VM 1997
Världsmästerskapen i Roadracing 1997 arrangerades av Internationella motorcykelförbundet och innehöll klasserna 500GP, 250GP och 125GP i Grand Prix-serien samt Superbike och Endurance. Sidvagnarna förlorade sin VM-staus och körde en världscup organiserad av IRTA. VM-titlar delades ut till bästa förare och till bästa konstruktör. Grand Prix-serien kördes över 15 omgångar. Indonesiens Grand Prix kördes för sista gången.
| Världsmästare i roadracing 1997 | Världsmästare i roadracing 1997    | Världsmästare i roadracing 1997 |
| Klass                           | Mästare individuellt               | Mästare konstruktörer           |
| ------------------------------- | ---------------------------------- | ------------------------------- |
| 500GP                           | Mick Doohan (Honda)                | Honda                           |
| 250GP                           | Max Biaggi (Honda)                 | Honda                           |
| 125GP                           | Valentino Rossi (Aprilia)          | Aprilia                         |
| Superbike                       | John Kocinski (Honda)              | Honda                           |
| Endurance                       | Doug Polen, Peter Goddard (Suzuki) | -                               |
| Sidvagn                         | Steve Webster/David James          | -                               |

## 500GP
Mästare i 500GP blev Mick Doohan för fjärde året i rad. Han vann 10 deltävlingar i rad under säsongen, vilket gjorde att han byggde upp en suverän ledning.

## Statistik 500GP

### Delsegrare
| Bana           | Vinnare        | Märke |
| -------------- | -------------- | ----- |
| Shah Alam      | Mick Doohan    | Honda |
| Suzuka         | Mick Doohan    | Honda |
| Jerez          | Àlex Crivillé  | Honda |
| Mugello        | Mick Doohan    | Honda |
| Salzburgring   | Mick Doohan    | Honda |
| Paul Ricard    | Mick Doohan    | Honda |
| Assen          | Mick Doohan    | Honda |
| Imola          | Mick Doohan    | Honda |
| Sachsenring    | Mick Doohan    | Honda |
| Rio de Janeiro | Mick Doohan    | Honda |
| Donington Park | Mick Doohan    | Honda |
| Brno           | Mick Doohan    | Honda |
| Barcelona      | Mick Doohan    | Honda |
| Sentul         | Tadayuki Okada | Honda |
| Eastern Creek  | Àlex Crivillé  | Honda |

### Slutställning
| Placering | Förare         | Team            | Poäng |
| --------- | -------------- | --------------- | ----- |
| 1         | Mick Doohan    | Repsol Honda    | 340   |
| 2         | Tadayuki Okada | Repsol Honda    | 197   |
| 3         | Nobuatsu Aoki  | Elf Honda       | 179   |
| 4         | Àlex Crivillé  | Repsol Honda    | 172   |
| 5         | Takuma Aoki    | Repsol Honda    | 134   |
| 6         | Luca Cadalora  | Promotor Yamaha | 129   |
| 7         | Norifumi Abe   | Rainey Yamaha   | 126   |
| 8         | Carlos Checa   | Movistar Honda  | 119   |

## 250GP
Max Biaggi tog ännu en VM-titel, hans fjärde i karriären innan han bytte upp sig till 500GP.

### Delsegrare
| Bana           | Vinnare        | Märke   |
| -------------- | -------------- | ------- |
| Shah Alam      | Max Biaggi     | Honda   |
| Suzuka         | Daijiro Kato   | Honda   |
| Jerez          | Ralf Waldmann  | Honda   |
| Mugello        | Max Biaggi     | Honda   |
| Salzburgring   | Olivier Jacque | Honda   |
| Paul Ricard    | Tetsuya Harada | Aprilia |
| Assen          | Tetsuya Harada | Aprilia |
| Imola          | Max Biaggi     | Honda   |
| Nürburgring    | Tetsuya Harada | Aprilia |
| Rio de Janeiro | Olivier Jacque | Honda   |
| Donington Park | Ralf Waldmann  | Honda   |
| Brno           | Max Biaggi     | Honda   |
| Barcelona      | Ralf Waldmann  | Honda   |
| Sentul         | Max Biaggi     | Honda   |
| Eastern Creek  | Ralf Waldmann  | Honda   |

### Slutställning
| Placering | Förare          | Märke   | Poäng |
| --------- | --------------- | ------- | ----- |
| 1         | Max Biaggi      | Honda   | 250   |
| 2         | Ralf Waldmann   | Honda   | 248   |
| 3         | Tetsuya Harada  | Aprilia | 235   |
| 4         | Olivier Jacque  | Honda   | 201   |
| 5         | Tohru Ukawa     | Honda   | 176   |
| 6         | Loris Capirossi | Aprilia | 116   |

## 125GP
Valentino Rossi vann sin första VM-titel 18 år gammal under sin första hela säsong. Han vann 11 av 15 tävlingar.

### Delsegrare
| Bana           | Vinnare         | Märke   |
| -------------- | --------------- | ------- |
| Shah Alam      | Valentino Rossi | Aprilia |
| Suzuka         | Noboru Ueda     | Honda   |
| Jerez          | Valentino Rossi | Aprilia |
| Mugello        | Valentino Rossi | Aprilia |
| A1-Ring        | Noboru Ueda     | Honda   |
| Paul Ricard    | Valentino Rossi | Aprilia |
| Assen          | Valentino Rossi | Aprilia |
| Imola          | Valentino Rossi | Aprilia |
| Nürburgring    | Valentino Rossi | Aprilia |
| Rio de Janeiro | Valentino Rossi | Aprilia |
| Donington Park | Valentino Rossi | Aprilia |
| Brno           | Noboru Ueda     | Honda   |
| Barcelona      | Valentino Rossi | Aprilia |
| Sentul         | Valentino Rossi | Aprilia |
| Eastern Creek  | Noboru Ueda     | Honda   |

### Slutställning
| Placering | Förare            | Märke   | Poäng |
| --------- | ----------------- | ------- | ----- |
| 1         | Valentino Rossi   | Aprilia | 321   |
| 2         | Noboru Ueda       | Honda   | 238   |
| 3         | Tomomi Manako     | Honda   | 190   |
| 4         | Kazuto Sakata     | Aprilia | 179   |
| 5         | Masaki Tokadume   | Aprilia | 120   |
| 6         | Jorge Martínez    | Aprilia | 119   |
| 7         | Garry McCoy       | Aprilia | 109   |
| 8         | Roberto Locatelli | Honda   | 90    |